# Anastasios Papazoglou
Anastasios Papazoglou (griechisch Αναστάσιος Παπάζογλου, * 24. September 1988 in Serres) ist ein ehemaliger griechischer Fußballspieler. Er spielte bevorzugt in der Abwehr als Innenverteidiger. Nach dem Ende seiner aktiven Karriere im Jahr 2023 übernahm er die Rolle des Sportdirektors bei Panserraikos.

## Karriere
Der 1,83 Meter große Mittelfeldspieler begann seine Karriere 2007 beim Verein Panserraikos. Dort war er auch als Kapitän tätig und wurde später vom Mittelfeldspieler zum Abwehrspieler. Seine Leistungen beeindruckten den technischen Leiter des griechischen Vereines Olympiakos Piräus. Am 30. August 2010 unterschrieb er einen 5-Jahres-Vertrag. Jedoch wurde er aufgrund seiner beeindruckenden Leistungen sofort an den Verein Panserraikos verliehen, bei welchem er zuvor bereits vier Jahre unter Vertrag stand. Im Sommer 2011 gab er seine Rückkehr zum Verein Olympiakos bekannt. Am 23. Juli 2014 endete sein Vertrag und da er nicht verlängert wurde, musste er dem Verein den Rücken zukehren. Er wechselte zum Verein APOEL Nikosia. Sein Debüt gab er beim Qualifikationsspiel für die UEFA Champions League 2014/15 gegen den Verein HJK Helsinki, welches der Verein mit einem 2:0 gewann. Sein einziges Spiel für die UEFA absolvierte er am 10. Dezember 2014 beim Spiel gegen Ajax Amsterdam in der Amsterdam Arena. Am 1. Februar 2015 lief der Vertrag beim Verein ab. Danach schloss er sich Skoda Xanthi an.
In den folgenden Jahren spielte Papazoglou für mehrere Vereine, darunter Panetolikos, Apollon Smyrnis, OFI Kreta und Zirə FK in Aserbaidschan. Im Jahr 2020 kehrte er zu Xanthi zurück und beendete seine aktive Karriere 2023 bei Panserraikos. Nach seinem Karriereende übernahm er die Position des Sportdirektors bei Panserraikos.

## Erfolge
- U-19-Vize-Europameister 2007
- Griechischer Meister: 2011/12, 2012/13, 2013/14
- Griechischer Pokalsieger: 2011/12, 2012/13